# Aplysia vaccaria
Aplysia vaccaria is een slakkensoort uit de familie van de Aplysiidae. De wetenschappelijke naam van de soort werd in 1955 voor het eerst geldig gepubliceerd door Winkler.

## Beschrijving
Aplysia vaccaria kan erg groot worden; het langste geregistreerde exemplaar dat werd gemeten was 99 cm tijdens het kruipen (dus volledig uitgeschoven), en woog bijna 14 kg. In tegenstelling tot de Californische zeehaas (A. californica) is het lichaam van deze soort relatief stevig en zijn de parapodia achter de sifon verbonden.
Alle Aplysia-soorten zijn herbivoor. Deze soort eet bruin zeewier en kelp, die het dier zijn typisch zeer donkere kleur geven. In tegenstelling tot veel andere leden van dezelfde familie en hetzelfde geslacht, is deze soort niet in staat inkt te produceren.

## Verspreiding
Deze zeehaas-soort leeft in de noordoostelijke Grote Oceaan voor de kust van Californië in de Verenigde Staten en Baja California in Mexico, inclusief de Golf van Californië.